# Regina Thoss
Regina Thoss (Zwickau, 10 luglio 1946) è una cantante e conduttrice radiofonica tedesca.
Cantante dedita principalmente ai generi pop-Schlager e professionalmente in attività dalla metà degli anni settanta, nel corso della sua carriera ha pubblicato oltre una dozzina di album. È stata soprannominata la "Milva dell'Est".

## Biografia
Dopo aver iniziato a cantare nel coro della scuola, a 16 anni viene scoperta dal produttore Heinz Quermann.
Nel 1974 pubblica il suo primo album, che porta il suo nome.

## Discografia parziale

### Album
- 1974 - Regina Thoss
- 1978 - So ist die Thoss
- 1981 - Die großen Erfolge
- 1984 - ...Denn all das bin doch ich
- 1996 - Intensiv
- 1998 - Schwibbogen
- 1999 - Ein Pfund Musik – Volume 5
- 2000 - The Best Of – Volume I
- 2003 - Die Liebe kommt leise
- 2003 - Augenblicke
- 2006 - Ihre größten Erfolge
- 2010 - Leben mit Dir
- 2016 - DANKE - das Jubiläumsalbum